# Bloomington (film)
Pour les articles homonymes, voir Bloomington.
Pour plus de détails, voir Fiche technique et Distribution.
Bloomington est un film réalisé par Fernanda Cardoso, sorti en 2010.

## Synopsis
C'est l'histoire d'une jeune fille, Jackie, fréquentant le collège en quête d'indépendance et qui finit par avoir une relation amoureuse avec une professeure, Catherine.

## Fiche technique
- Titre original :
- Titre international : Bloomington
- Réalisation : Fernanda Cardoso
- Scénario : Fernanda Cardoso
- Production : Jason Shumway
- Musique : Jermaine Stegall
- Pays d'origine : États-Unis
- Langue originale : anglais
- Genre : comédie dramatique
- Durée : 83 minutes (1 h 23)
- Date de sortie :
  -  États-Unis : 23 juin 2010

## Distribution
- Allison McAtee : Catherine
- Sarah Stouffer : Jackie
- Katherine Ann McGregor : Lilian
- Erika Heidewald : Sandy
- Ray Zupp : Zach
- Chelsea Rogers : Rachel
- Patrick Mullen : Phil
- Steven Durgam : professeur Hecht
- Jim Dougherty : professeur Newberry
- John Dreher : Tommy